# Chōnan
Chōnan (長南町, Chōnan-machi) est un bourg du district de Chōsei, dans la préfecture de Chiba, au Japon.

## Géographie

### Démographie
Au 1er décembre 2013, la population de Chōnan s'élevait à 8 442 habitants répartis sur une superficie de 65,38 km2.

## Patrimoine culturel
Le Kasamori-ji se trouve à Chōnan.